# Iangóssovo
Iangóssovo (en rus: Янгосово) és un poble de la República de Marí El, a Rússia, que en el cens del 2010 tenia 65 habitants. Pertany al districte rural de Kozmodemiansk.